# Jean-Pierre Falret

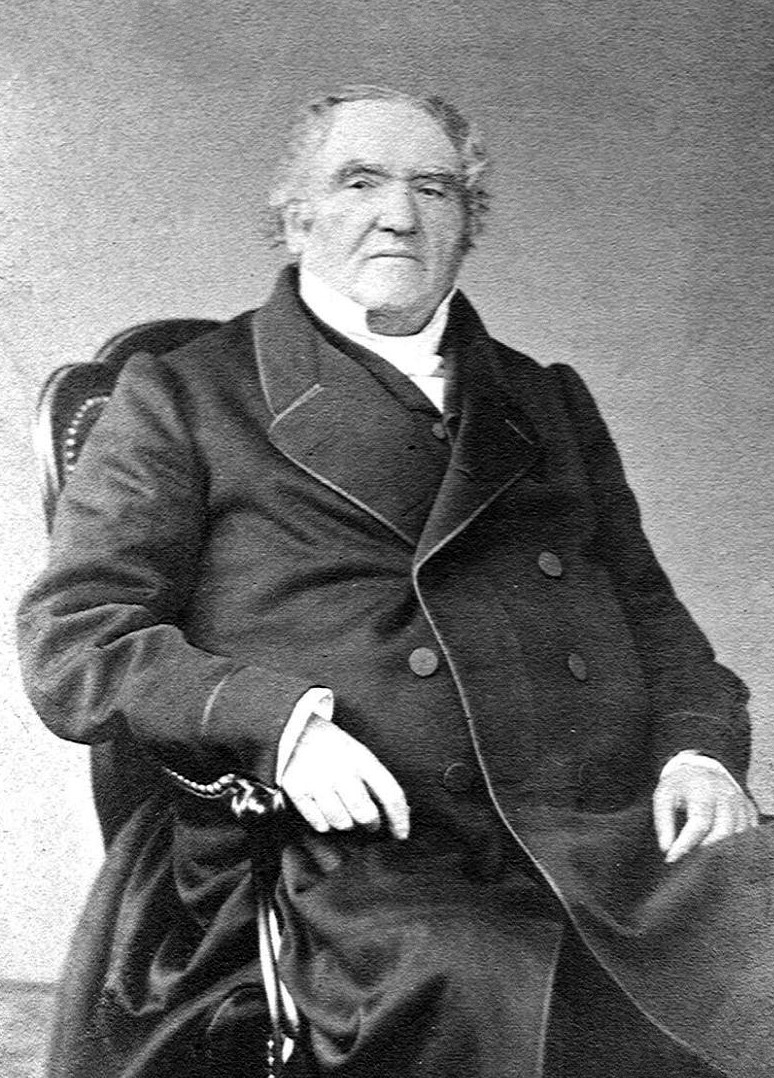
Jean-Pierre Falret

Jean-Pierre Falret (ur. 26 kwietnia 1794 w Marcilhac-sur-Célé, zm. 28 października 1870 w Marcilhac-sur-Célé) – francuski lekarz psychiatra.

## Życiorys
Studiował medycynę w Paryżu, pod kierunkiem Philippe′a Pinela i Jeana Étienne Dominique Esquirola. W 1819 otrzymał tytuł doktora medycyny. Następnie wspólnie z Félixem Voisin założył zakład psychiatryczny w Vanves (1822). W 1831 otrzymał posadę w szpitalu Salpêtrière, na stanowisku pozostał do 1867 roku. Należał do Académie Nationale de Médecine.

## Dorobek naukowy
W 1851 opublikował opis choroby nazwanej przez niego folie circulaire, jak się uważa obecnie, jeden z pierwszych opisów zaburzenia afektywnego dwubiegunowego. Wspólnie z Ernestem-Charlesem Lasègue przedstawił opis obłędu udzielonego (folie à deux).

## Wybrane prace
- Recherches statistiques sur les aliénés, les suicides et les morts subites
- De l’aléniation mentale, 1838
- Du délire, 1839
- De la folie circulaire ou forme de maladie mentale caracterisée par alternative régulière de la manie et de la melancholie, 1851
- Mémoire sur la folie circulaire, forme de la maladie mentale caractérisée par la reproduction successive et régulière de l’état maniaque, de l’état mélancolique, et d’un intervalle lucide plus ou moins prolongé. Bulletin de l'Académie impériale de médecine 19, s. 382–400, 1854
- De la non-existence de la monomanie, 1854
- Du traitement général des aliénés, 1854